# Schlösschen (Rückingen)
Das Schlösschen ist ein schlossartiges Gebäude in Rückingen, Stadt Erlensee im Main-Kinzig-Kreis in Hessen. Das heute als Schlösschen bezeichnete Gebäude ist ein Nebengebäude des 1909/1912 abgebrochenen Herrenhofs, der einst einen großen Teil des östlichen Ortskerns einnahm. Verblieben ist von diesem neben dem Schlösschen nur die Herrenscheune an der Kinzig. Das Schlösschen wird heute zusammen mit einem jüngeren Anbau als Grundschule genutzt.

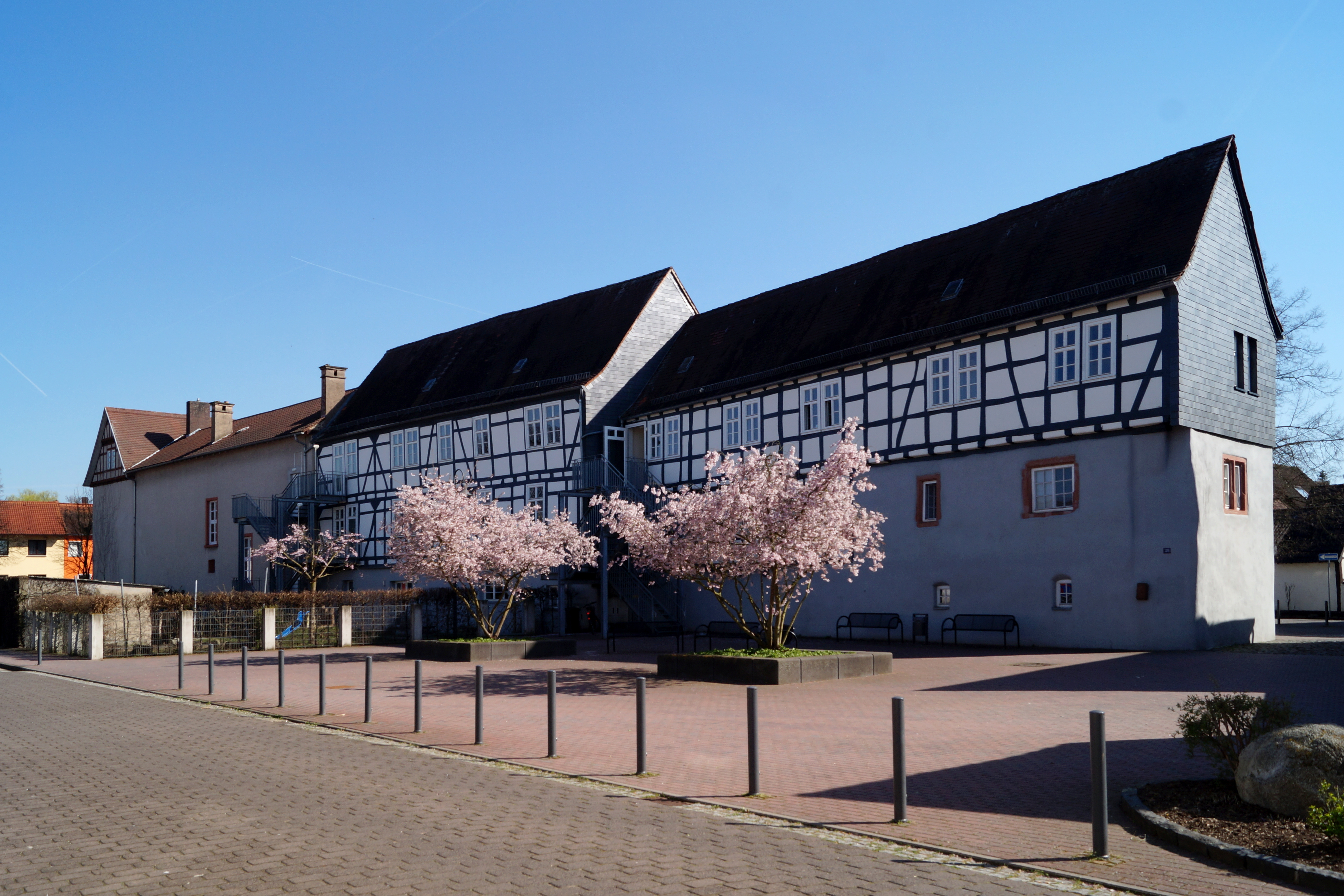
Ansicht von der ehemaligen Außenseite

## Geschichte
Die Ursprünge des Herrenhofs liegen in der Zerstörung der benachbarten Wasserburg Rückingen im Jahr 1405. Johann von Rüdigheim hatte sich als Raubritter an Überfällen beteiligt. Nach der Zerstörung der – als Ganerbschaft gemeinsam mit den Herren von Rückingen genutzten – Wasserburg unter König Ruprecht zusammen mit zahlreichen weiteren Burgen musste Johann Urfehde schwören. Ferner wurde es ihm nicht gestattet, seine Burg wieder aufzubauen. Er musste geloben, keinen Graben, keine aufgehängte Brücke, noch einen burglichen Bau oder eine Befestigung zu errichten.
Aus dem Rückinger Wappenstein von 1569 am Tor der dennoch wieder aufgebauten Wasserburg ist geschlossen worden, dass die Rückinger in der Folgezeit die Wasserburg bewohnten, während die Rüdigheimer den Herrenhof besaßen. 1655 starben die Herren von Rüdigheim aus. Der Herrenhof fiel damit an Johann von Fargel, der mit Anton Günther, dem letzten Herren von Rüdigheim einen Erbvertrag geschlossen hatte. 1666 kam mit dem Aussterben der Herren von Rückingen der ganze Ort in den Besitz Fargels.
Rückingen blieb über zwei Generationen im Besitz der Familie von Fargel. Seit 1714 wurden sie abgelöst durch die von Kameytzki; nach deren Aussterben 1758 wurde bis zum Reichsdeputationshauptschluss kein neues Afterlehen durch die Isenburger, zu deren Gericht Langendiebach Rückingen gehörte, vergeben. In den Jahren 1909 bis 1912 (Kapelle) wurden große Teile des Herrenhofs abgebrochen. Neben einigen Mauerstücken verblieb im Wesentlichen die Zehntscheune und das Schlösschen. Letzteres wurde seit 1877 als Schule und seit 1880 als Kindergarten genutzt, wobei östlich ein modernes Gebäude angebaut wurde. Außerdem befanden sich immer wieder Wohnungen der Gemeinde darin. In den Jahren 2007/2008 erfolgte eine umfassende Sanierung.

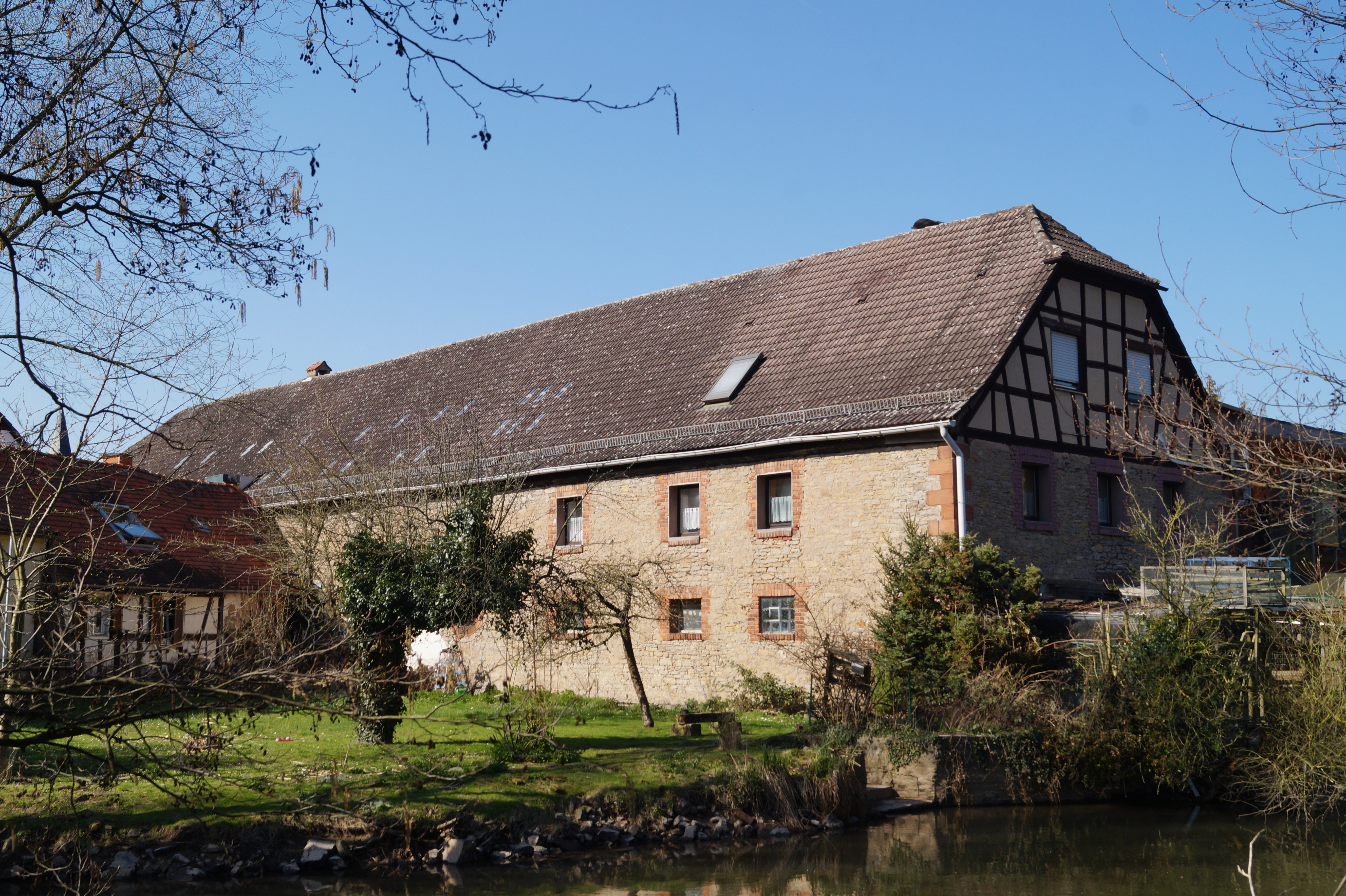
Ehemalige Herren- oder Zehntscheune an der Kinzig

## Anlage

### Herrnhof
Zum ursprünglichen Herrnhof gehörte das eigentliche Schlossgebäude ganz im Osten am Ufer der Kinzig, heute etwa der rückwärtige Grundstücksbereich der Häuser Brückenstraße 43 und 45. Das Gebäude besaß einen quadratischen Grundriss mit Innenhof und Treppenturm. Umgeben war es vorwiegend von kleineren Stallgebäuden. Den südlichen Abschluss des Herrenhofs bildet die heute noch erhaltene Zehntscheune nahe der Brücke über die Kinzig. Im Norden wurde das Grundstück von einem Graben begrenzt, der bis an die westliche Grundstücksgrenze im Bereich nördlich des erhaltenen Schlösschen (heute Ecke Herrngarten-/Hauptstraße) reichte und am eigentlichen Schlossgebäude eine Brücke besaß. Zum Herrnhof gehörte eine Kapelle, die etwa vor dem Treppenturm des Schlösschens im Bereich des heutigen Schulhofes lag.

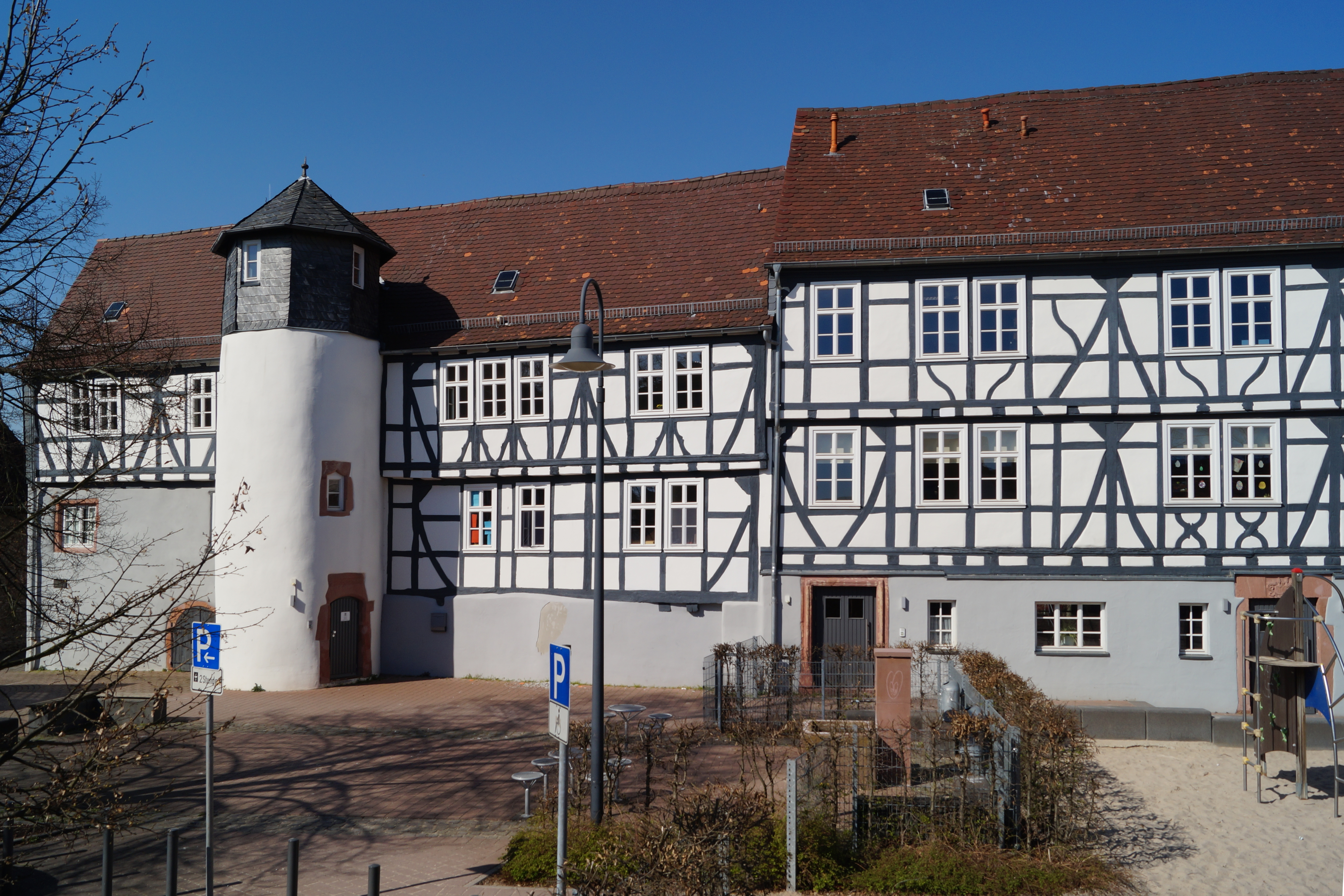
Ehemalige Hofseite, heutiger Schulhof

### Schlösschen
Das heute als Schlösschen bezeichnete Gebäude besteht eigentlich aus zwei randlich im ehemaligen Herrenhof gelegenen Wohngebäuden mit Satteldach, deren Obergeschosse als Fachwerk ausgeführt sind. Beim westlichen Gebäude (Hauptstraße 39) sind zwei Sockelgeschosse aus Stein aufgeführt, beim östlichen nur eines. Hofseitig wird das westliche Gebäude über einen Treppenturm erschlossen. Jahreszahlen weisen das westliche Gebäude als das ältere aus (1564). Stuckdecken in dessen Obergeschoss zeigen das Wappen der Herren von Rückingen, während die Wappen am östlichen Gebäude (Hauptstraße 41) und am Turm auf die Familie von Fargel als Bauherren und das Jahr 1713 deuten.